# Gusendos de los Oteros
Gusendos de los Oteros – gmina w Hiszpanii, w prowincji León, w Kastylii i León, o powierzchni 24,68 km². W 2011 roku gmina liczyła 142 mieszkańców.